# Elena Conti
Elena Conti (Varese, 14 de febrer de 1967) és una bioquímica i biòloga molecular italiana. Exerceix com a directora de l'Institut Max Planck de Bioquímica a Martinsried, Alemanya, on porta a terme investigacions sobre el transport i el metabolisme del ARN. Al costat de la uruguaiana Elisa Izaurralde, va ajudar a caracteritzar proteïnes importants per exportar ARN missatger fora del nucli cel·lular.

## Biografia

### Primers anys i educació
Després de graduar-se en química en la Universitat de Pavia el 1991, Conti va obtenir un doctorat en cristal·lografia de les proteïnes del Col·legi Imperial de Londres el 1996, amb una tesi sobre l'estructura cristal·lina de l'enzim firefly luciferase.

### Carrera
Va treballar com a líder de grup al Laboratori Europeu de Biologia Molecular a Heidelberg, Alemanya, des de 1999 fins a gener de 2006, quan es va convertir en directora i membre científica de l'Institut Max Planck de Bioquímica a Martinsried, Alemanya. També és professora honorària de la Universitat Ludwig Maximilian de Múnic, Alemanya, des de 2007.